# Jules Van Volxem
 (mai 2018).
Si vous disposez d'ouvrages ou d'articles de référence ou si vous connaissez des sites web de qualité traitant du thème abordé ici, merci de compléter l'article en donnant les références utiles à sa vérifiabilité et en les liant à la section « Notes et références ».
Joseph Charles Jules Ghislain Van Volxem (1822 - 9 avril 1893) est avocat et homme politique belge.

## Biographie
Fils du ministre Guillaume Van Volxem, bourgmestre de Bruxelles, il est le beau-père d'Henri de Rasse (fils du baron Alphonse de Rasse) et de Ferdinand du Monceau de Bergendal (petit-fils de Jean-Baptiste Dumonceau et de Jean-Baptiste Gendebien).
Membre de la Chambre des représentants, bourgmestre de Laeken de 1872 à 1877, membre du Conseil général des hospices de la ville de Bruxelles.
En 1869, il devient commissaire de la Société générale de Belgique.